# Horní Olešnice
Horní Olešnice är en ort i Tjeckien. Den ligger i den nordöstra delen av landet, 100 km nordost om huvudstaden Prag. Horní Olešnice ligger 359 meter över havet och antalet invånare är 300.
Terrängen runt Horní Olešnice är platt åt nordväst, men åt sydost är den kuperad. Horní Olešnice ligger nere i en dal. Runt Horní Olešnice är det tätbefolkat, med 266 invånare per kvadratkilometer. Närmaste större samhälle är Trutnov, 16,9 km öster om Horní Olešnice. I omgivningarna runt Horní Olešnice växer i huvudsak blandskog.